# Крымская митрополия

Епархии Крымской митрополии

Крымская митрополия — митрополия Русской православной церкви, образованная в пределах Республики Крым и города Севастополя. Включает в себя Джанкойскую, Симферопольскую и Феодосийскую епархии. Создана решением Священного синода Русской православной церкви от 7 июня 2022 года.
11 октября 2023 года Священным синодом РПЦ митрополитом Симферопольским и Крымским определено быть Тихону (Шевкунову).

## История
После аннексии Крыма Россией в 2014 году все 3 епархии на территории Крыма остались в составе УПЦ МП. Однако за последующие восемь лет связь крымских епархий с Киевом становилась всё более формальной. Митрополит Симферопольский и Крымский Лазарь (Швец) ни разу не осудил действия России в Крыму и приветствовал назначение Сергея Аксенова на должность главы российской Республики Крым, а крымское духовенство участвовало в церемониях освящения оружия российских вооруженных сил, размещённых в Крыму. При этом до 2018 года митрополит Лазарь лично посещал собрания духовенства УПЦ МП в Киеве.
Журналисты отмечали, что с 2014 года после аннексии Крыма патриарх РПЦ Кирилл ни разу не посетил полуостров и пытался дистанцироваться от крымской тематики. Обозреватели предполагали, что патриарх Кирилл опасался потери значительной части приходов на Украине в случае однозначной поддержки российской политики в Крыму, поэтому крымские епархии формально остались в составе УПЦ МП. При этом отмечалось, что фактически крымские епархии начали действовать как подразделения РПЦ и избегали названия «УПЦ» на вывесках в храмах и в церковных документах, именуя себя просто «Московский патриархат».
После российского вторжения на Украину в феврале 2022 года отношения между крымской епархией и остальной частью УПЦ МП резко обострились. Крымские священники поддержали действия российской армии, обвиняя в развязывании войны Запад, тогда как глава УПЦ МП Онуфрий обратился к российскому президенту Владимиру Путину с просьбой остановить «братоубийственную войну» и выразил поддержку украинским «воинам, защищающим нашу землю». 
27 мая 2022 года УПЦ МП провела собор, на котором заявила о своей «независимости и самостоятельности» от Москвы и упразднила поминание московского патриарха на церковных службах. Крымская делегация УПЦ МП публично выступила против этого решения и заявила, что остается под омофором московского патриарха Кирилла.
7 июня 2022 года в Москве под руководством патриарха Кирилла состоялось заседание Священного синода РПЦ, в ходе которого в адрес УПЦ МП прозвучали угрозы «нового раскола», если УПЦ МП не прекратит «самочинные действия» по изменению своего статуса. Решением этого же Синода «на территории Республики Крым и города федерального значения Севастополя» была создана новая митрополия «в составе Джанкойской, Симферопольской и Феодосийской епархий», куда вошли все подразделения УПЦ МП на полуострове Крым. Главой Крымской митрополии был назначен митрополит Лазарь. Украинский пропагандист Андрей Иванец назвал произшедшее «церковной аннексией».

## Митрополиты
- Лазарь (Швец) (7 июня 2022 по 11 октября 2023)
- Тихон (Шевкунов) (с 11 октября 2023)

## Состав
В митрополию входят три епархии.

### Джанкойская епархия
Территория — северная часть полуострова: Джанкойский, Красногвардейский, Красноперекопский, Нижнегорский, Первомайский, Раздольненский, Советский районы; города Армянск, Джанкой и Красноперекопск.

### Симферопольская епархия
Территория — юго-запад полуострова: Бахчисарайский, Белогорский, Кировский, Сакский, Симферопольский, Черноморский районы; города Алушта, Евпатория, Саки, Симферополь, Ялта, а также город Севастополь.

### Феодосийская епархия
Территория — восточная часть полуострова: Ленинский район; города Керчь, Судак и Феодосия.